# Erotska književnost
Erotska književnost ili ljubavna književnost predstavlja žanr namijenjen tome da uzbudi čitatelja ili da mu pruži upute oko seksualnih tehnika. Većina djela iz klasične ljubavne književnosti je veličine novele, ali postoje i kratke ljubavne priče, kao i pjesme koje se svrstavaju u ljubavne.

## Prikaz razvoja erotske književnosti kroz povijest
Seksualni priručnici kao što su Kama Sutra su najpoznatija djela erotske književnosti. Knjiga Ananga Ranga je manje poznata, namijenjena je prvenstveno sprječavanju rastavljanja muža i žene. Ova djela ujedno predstavljaju tradicionalna ljubavna djela indijske sanskrt književnosti.
Knjiga Tisuću i jedna noć zbir je novela u kojima perzijskom kralju Šahrijaru njegova kraljica Šeherezada pripovijeda priče prekidajući ih na najzanimljivijem dijelu kako bi odbila njegovu namjeru da je ubije. U novelama između komičnih i pustolovnih ima i onih ljubavnog sadržaja.
Starogrčka pjesnikinja Sapfa s otoka Lezba poznata je po svojim himnama, epitalima i ljubavnim pjesmama. U svom stvaralaštvu okružila se skupinom djevojaka, što je potaknulo mnoga govorkanja (pojam lezbijstvo zahvaljuje svoj naziv otoku na kojem je djelovala ova starogrčka pjesnikinja). Tematika njezinih pjesmi usko je povezana s intimnim krugom učenica. 
 U ovom razgodblju ljubavnom pjesništvu doprinio je i Alkej, predstavnik monodijske lirike, u čijim pjesmama se očituje povezanost s narodnim motivima, a u nekima razotkriva svoju ljubav prema pjesnikinji Sapfi.
Kao predstavnik neoeterika rimski pjesnik Gaj Valerije Katul imao je značajnu ulogu u prenošenju helenističke poezije u Rim. Sadržaj njegovih pjesama se kreću od najiskrenijih ljubavnih stihova rimskog pjesništva do duhovitih i ponekad vulgarnih napada na literarne protivnike i rivale u ljubavi. U uobičajena djela iz helenističko-rimskog razdoblja uvršatava se Satirikon od autora Publija Petronija Nigera (djelo je kasnije ekranizirao Federico Fellini). Satirikon predstavlja mješavinu proze i pjesama u kojem autor prikazuje nezgode Enklopiusa i njegovog šesnaestgodišnjeg ljubavnika Gitona. Enklopiusu je teško očuvati vjernost njegovog mladog i zgodnog ljubavnika, a kojeg drugi neprestalno zavode.
Iz srednjovjekovnog razdoblja najpoznatije je djelo Dekameron koje je od 1348. do 1353. godine pisao Giovanni Boccaccio (po ovom djelu je Pasolini snimio film). To remek-djelo svjetske književnosti sastoji se od stotinu novela koje su u roku od deset dana ispripovijedala sedam žena i trojica mladića. To su ljubavne priče koje svojim sadržajem variraju od erotskih do onih tragičnih pa i komičnih. Ova knjiga bila je zabranjivana u mnogim državama. Pa čak i pet stoljeća nakon njezinog izdavanja primjerci ove knjige bili su pljenjeni i uništavani od organa vlasti (zabilježeni su takvi slučajevi u SAD-u kao i u Ujedinjenom Kraljevstvu).
Dekameron je potaknuo daljnji razvoj erotkske književnosti i postao je osnovica za slična djela ubuduće, primjer je knjiga Heptameron kojeg je napisala Margarita od Navarre, a prvi put je objavljena 1558. godine.
Priručnici o prostitutkama i njihovim uslugama povijesno su također bili korisni kao pismeni oblik spolne edukacije. Primjer takvog priručnika je Harrisov popis dama za samoposluživanje (Harris's List of Covent Garden Ladies) (1757-1795). Pojavom novela u Engleskoj  u 18. stoljeću osiguralo je novi medij za erotiku. Jedna od najpoznatijih novela bila je Fanny Hill od Johna Clelanda. Ova je knjiga postavila nova mjerila u škakljivim pripovijetkama i bila je često prikazivana na filmskim platnima 20. stoljeća.
U 18. stoljeću bili su veoma razglašeni erotski memoari taljianskog avanturiste Casanove.
Francuski pisci sad su također počeli pisati erotska djela. Jedan od primjera je Podignute zavjese ili Laurin odgoj, čiji je autor Comte de Mirabeau koji prikazuje spolnu inicijacijaciju djevojke od strane njezinog oca.
Krajem 18. stoljeća Marquis de Sade skovao je pojam sado-mazohizam u djelima kao što su Justine ili Nesreća kreposti (Misfortunes of Virtue). Djela Marquisa de Sade imala su veliki utjecaj na kasniji razvoj ljubavne književnosti i on je "posuđivao" svoje ime spolnim radnjama koje je opisivao u svojim proznim djelima.
U viktorijanskom razdoblju kvalitet ljubavnih romana bio je drastično ispod kvalitete iz prijašnjeg stoljeća - pisali su "najamnici". Neke sadržaje posuđivali su od priznatih književnih uzora kao što je Dickens, a također su prikazivali oblike neobićne društvene slojevitosti. Čak i u agoniji orgazma, društvena razlika između gospodara i sluge (ukljućujući i formu izražavanja) bila je do u sitnih detalja prikazivana. Bitni elementi sado-mazohizma bili su prisutni u nekim primjerima. Ovakva djela najčešće su bila anonimna i bez naslova.
Novela Venus u Fursu iz 1870. godine od austrijanca Leopolda von Sacher-Masocha privukla je svjetsku pažnju na pojavu mazohizma, koje ponašanje zahvaljuje soj naziv autoru koji se odvažio o tome pisati.
Prema kaju 19. stoljeća počinje se primjenjivati naziv "kulturni" oblik erotike i to kod takvih umjetnika kao što je pjesnik Algernon Charles Swinburne. Pojava tog pojma bila je povezivana s dekadencijom, a posebno za Aubrey Beardsley i njezinim djelom Yellow Book, te se nastavlja širiti i u Francusku, među takvim piscima kao što je Pierre Louys, autor Chanson de Bilitis djela kojim se slavi lezbijstvo i spolno osvještavanje.
Erotska beletristika 20. stoljeća obuhvaća klasike kao što su:
- Trois Filles de Leur Mére (1926.) od Pierre Louys
- Venerina delta (1978.) od Anaïs Nin
- Priča o O (1954.) od Anne Desclos, pisala pod pseudonimima Dominique Aury i Pauline Réage
- Lolita (1955.) i Ada, ili Ardor (1969) od Vladimira Nabokova
- Biciklist (1985.) od Guya Davenporta
- Priča jednog gledišta (1987.) od Georges Bataille
- Rakova obratnica (1934.) od Henrija Millera

### Suvremena erotska fikcija
```
Otprilike oko 
1970.
 godine objavljuju se brojni seksualni priručnici i javno se prodavaju u zapadnjačkom svijetu, ističe se naslov 
Užitak seksa
 (
The Joy of Sex
). Seksualni priručnici koji se posebno pišu za seksualne manjine sad se također objavljuju.
```

Romantične novele ponekad su označene kao erotične ili obrnuto, to je zahvaljujući tome što su romantične priče u zadnje vrijeme počele napadno prikazivati opise spolnih odnosa (ovo je još eufemizam).Umjetničke knjige istražuju odnose između književnog, pjesničkog, komičnog i umjetničkog opisa seksa.
Erotske fantazije su često veoma slične romantičnim fantazijama, s jedinom razlikom što su mnogo slikovitije i što detaljno opisuju scene spolnog odnosa. Same priče prikazuju izmišljene situacije iz bilo koje podvrste fantastike kao što su djela vrhunske fantastike, suvremene fantastike ili povijesne fantastike.
Erotske fantazije nisu rijetke ni kod fan književnosti, gdje su se autori usmjerili na korištenje već postoječih izmišljenih junaka, kao što su Galadriel ili Eowyn iz poznate trilogije ili filmske ekranizacije Gospodar prstenova. Mnogo je takvih djela koja za svoje erotske pustolovine koriste likove i okruženja koja su postala popularna zahvaljujući Dungeons & Dragons igrama i opisana su u zbirkama novela. Najčešći izvor inspiracije su zbirke priča iz Dragonlancea, a u manjoj mjeri priče iz Zaboravljenih kraljevstava. Sadržaj ovakvih priča je voma raznovrstan.

## Pravni status erotske književnosti
Dolazi do značajnog preklapanja izmežu zakonite erotske književnosti i protuzakonite pornografije. Tradicionalno, prema praksi sudova s engleskog govornog područja (anglo-saksonski pravni sustav) razlika se vrši prema utvrđenim književnim vrijednostima (iako je u praksi primijećeno da je teško definirati taj pojam). Ovo se posebno odnosi na djela čija su ciljana publika muškarci, gdje se općenito koriste precizni opisi spolnih odnosa. Mnoge cenzurirane knjige su bile zabranjivane jer su sadržavale erotske slike, a koje je tradicionalno bilo lakše proganjati od napisanog teksta.
U SAD-u, prvi amandman daje zaštitu autorskom djelu - ipak zabilježen je jedan takav slučaj u kojem se muškarac očitovao da je kriv za pisanje neobjavljenih priča sadržanih samo u njegovom privatnom dnevniku, a koje su se odnosila na seksualno iskorištavanje djece. (U tom predmetu izrečena presuda je naknadno pobijena po žalbi.)
Od kada je propao sudski predmet Inside Linda Lovelace 1976. godine u Ujedinjenom Kraljevstvu više se nije vodio nijedan postupak protiv iti jednog isključivo tekstualnog pornogravskog dijela, a u kojem nema klevete.
Uvoz knjiga i tekstova preko državne granice može ponekada biti podvrgnut strožim propisima od onih koji su na snazi u konkretnoj državi. Carinicima je u većini slučajeva dopušteno da zapljene svako djelo u kojemu postoji i samo naznaka "nepristoljnog" sadržaja, pa čak i onda kada bi posjedovanje i prodaja takvih djela na teritoriju zemlje bila sasvim u skladu sa zakonom. Kanada je posebno poznata po takvim graničnim pljenidbama.
U nekim zemljama se čak i posjedovanje čisto tekstualnih erotskih djela smatra protuzakonitim i kazneno se goni. Ipak postoje i takve zemlje kao na primjer Nizozemska koje zauzimaju nešto liberalnije stajalište po ovom pitanju (legalizirali su i prostituciju) u čijem glavnom gradu Amsterdamu između ostalik kulturnih sadržaja postoji i crvena četvrt De Wallen, koja je svjetski poznata po komercijalizaciji različitih seksualnih usluga i erotike.

## Erotske priče s Interneta
Internet i digitalna revolucija u prikazivanju erotskih fantazija, smanjila je ako ne i isključila druge oblike prikazivanja scena seksualne prirode. 
Čitatelji žanra erotske fikcije u većini demokratskih zemalja sada su u mogućnosti da udovolje svojim fantazijama u okviru privatnosti svojeg doma, bez društvenih i zakonskih ograničenja svojstvenih za pred-digitalno razdoblje. Online knjižare sada zakonski drže veliki izbor stručnih i beletrističnih erotskih djela.
Web također služi i kao žarište za neprofitnu distribuciju priča, nudeći čitateljima mogućnost da postanu autori, pišući anonimno i postavljaju svoje vlastite priče. Većina online autora koriste zanimljive pseudonime (i često se stvaraju kultovi obožavatelja u okviru njihovog žanra), a veoma mali broj koristi (ili tvrdi da koristi) svoje pravo ime. Među transrodnim autorima, uobičajeno je da prihvate ženstveni alter-ego, a nije neobično za pisca da koristi i svoje vlastito ime.
Kroz godine, mnogi neprofitabilni sajtovi su se specijalizirali za točno određene podžanrove (ili fetiše). Druge internetske stranice su bile oformljene da bi odmah nestale (ili nikad nisu bile postavljene ili praviljno održavane). Slično tome mnoge priče u odlomcima su bile objavljivane na Internetu ali nisu nikad dogurale od prvog odlomka.
S pojavom Podcasta i MP3a, sasvim je moguće da će erotska književnost pronaći novi izražajni oblik temeljen na internetskom tržištu slobodnog prijenosa audio knjiga.